# Biting her nails
「biting her nails」（バイティング・ハー・ネイルズ）は、globeの19枚目のシングル。1999年12月15日にavex globeから発売された。

## 解説
表題曲はソーテック「e-one 500」CMソング。
表題曲・カップリング共にベスト・アルバム『CRUISE RECORD 1995-2000』からのシングルカット。デビュー以来、シングルはオリコンチャート（週間）10位以内にランクインしていたが、本作は初めて10位を下回る結果となった。

## 収録曲
| 全作曲・編曲: 小室哲哉。 |                                             |                    |            |      |
| #                        | タイトル                                    | 作詞               | 作曲・編曲 | 時間 |
| 1.                       | 「biting her nails」                        | KEIKO・RAP詞: MARC | 小室哲哉   | 4:12 |
| 2.                       | 「SHOCK INSIDE MY BRAIN (ten pound mix)」   | MARC               | 小室哲哉   | 5:40 |
| 3.                       | 「biting her nails (down to the bone mix)」 |                    | 小室哲哉   | 5:16 |
| 4.                       | 「biting her nails (instrumental)」         |                    | 小室哲哉   | 4:11 |
| 合計時間:                | 合計時間:                                   | 合計時間:          | 19:19      |      |

## クレジット
- Produced : globe
- Mixed : Eddie Delena
- Additional Production (#2, #3) : Gary Adante, Robert Arbittier
- Art direction & Design : Tycoon Graphics
- Photography : 石田東

## 収録アルバム
biting her nails
- CRUISE RECORD 1995-2000
- globe decade -single history 1995-2004-

SHOCK INSIDE MY BRAIN
- CRUISE RECORD 1995-2000（オリジナルバージョン）